# Teslin Post 13
Teslin Post 13 ist eine Siedlung und ein Indianerreservat im kanadischen Yukon. 
Es liegt am Alaska Highway in der Nähe des Teslin Lake östlich von Whitehorse, nahe der Grenze zwischen Yukon und British Columbia. Das Reservat umfasst 27,6 Hektar und wird hauptsächlich von Angehörigen des Teslin Tlingit Council bewohnt. 140 der 156 Bewohner zählen sich zu den Ureinwohnern (aboriginals). Insgesamt zählte das zuständige Ministerium im Januar 2009 556 Menschen zu den Teslin Tlingit, im Oktober 2017 waren es 603.

## Belege
1. ↑  Statistics Canada: Population and dwelling counts, for Northwest Territories and census subdivisions (municipalities), 2016 and 2011 censuses, abgerufen am 4. Mai 2021
2. ↑  Statistics Canada
3. ↑  Nach Informationen des Department of Indian Affairs and Northern Development: Registered Population. Teslin Tlingit Council (Memento vom 18. November 2017 im Internet Archive).